# هوجو توموتوکی
هوجو توموتوکی (به ژاپنی: 北条朝時); ۱ ژانویهٔ ۱۱۹۳ – ۳ مهٔ ۱۲۴۵) سیاستمدار، پسر دوم؛ دومین شیکن از شوگون‌سالاری کاماکورا به نام هوجو یوشیتوکی و همسر اصلی اولش هیمه نو مائه  در ژاپن بود. وی برادر کوچکتر و ناتنی هوجو یاسوتوکی شیکن سوم بود اما پس مرگ یاسوتوکی، نوه وی هوجو تسونه‌توکی جانشین وی شد. برادر تنی او هوجو شیگه‌توکی نام دارد. 

## فرزندان
- هوجو میستوتوکی …… پسر ارشد. شورش میا، تبعید به ولایت ایزو.
- هوجو توکی‌آکی …… دومین پسر. کشته شدن در شورش ماه دوم
- هوجو توکی‌ناگا …… سومین پسر، تبعیت از هوجو توکیمونه
- هوجو توکی‌یوکی …… چهارمین پسر. خودکشی پس از شورش میا
- هوجو نوری‌توکی …… پنجمین پسر. کشته شدن در شورش ماه دوم
- هوجو توکیموتو …… ششمین پسر، تبعیت از هوجو توکیمونه